# (175451) Linchisheng
(175451) Linchisheng est un astéroïde de la ceinture principale.

## Description
(175451) Linchisheng est un astéroïde de la ceinture principale. Il fut découvert le 27 août 2006 à l'observatoire de Lulin par Hong Qin Lin et Ye Quan-Zhi. Il présente une orbite caractérisée par un demi-grand axe de 3,20 UA, une excentricité de 0,12 et une inclinaison de 6,3° par rapport à l'écliptique.

## Compléments